# El Gai (Moià)
El Gai és una masia situada en el terme municipal de Moià, a la comarca catalana del Moianès. Està situada a prop i a llevant de Moià, al sud de la carretera N-141c, a la dreta del torrent del Gai, davant i a ponent del Molí Vell de Perers.